# Pecora alla callara
La pecora alla callara (nel teramano) o pecora alla cottora o cutturo (nell'aquilano) o pecora ajo cotturo (nella Marsica) o pecora in callara (nel piceno)  è un'antica ricetta tipica della tradizione abruzzese, diffusa soprattutto nella fascia montana, in particolare nell'area marsicana, nella conca aquilana, nella zona dei Monti della Laga e nel piceno. Fa parte dei Prodotti agroalimentari tradizionali abruzzesi.

## Storia
Il piatto risalirebbe ai tempi della transumanza quando, lungo il cammino dagli Abruzzi al Tavoliere delle Puglie, i pastori consumavano le pecore morte di fatica oppure quelle azzoppate o ferite, cuocendole in appositi paioli di rame o di alluminio, detti appunto cottora, cotturo o callara, sorretti da un treppiede e un gancio sopra il fuoco vivo di legna. Una seconda teoria fa risalire la tradizione della callara all'atto di gratitudine che veniva fatto dai proprietari delle pecore ai pastori di ritorno dalla Puglia con le greggi.

## Descrizione e preparazione
La preparazione della pietanza ha subito numerose modifiche nel corso del tempo anche per via della vastità delle zone in cui essa è un piatto tipico, pertanto diverse sono anche le varianti e le denominazioni della ricetta nei diversi paesi in cui è preparata. Le versioni principali della ricetta sono genericamente due, distinte principalmente dalla presenza o dall'assenza di sugo al pomodoro nel preparato.
Essendo un piatto povero e tipico della montagna e dei luoghi aperti, durante la cottura sono inserite diverse tra le erbe aromatiche e gli odori che i pastori avevano a disposizione ovvero timo, alloro, rosmarino, cipolla, aglio, carota, sedano, bacche di ginepro, pepe e peperoncino. Nella versione che prevede l'utilizzo di sugo al pomodoro esso dovrà essere leggermente allungato con acqua e si addenserà intorno alla carne e alle erbe durante la cottura. Nel caso in cui esso non sia utilizzato invece si formerà una sorta di brodo.
In entrambi i casi la preparazione dura dalle quattro alle sei ore circa, poiché una lunga cottura consente di fare in modo che la carne della pecora, che è abbastanza dura, si ammorbidisca arrivando fin quasi a "sciogliersi".
La ricetta prevede che la carne venga tagliata a spezzatino, posta nella callara (o in una pentola stagnata alta e capiente) ed immersa nell'acqua fredda con l'eventuale aggiunta di vino bianco. Durante la cottura sarà necessario eliminare costantemente la schiuma che verrà a formarsi poiché il grasso della pecora tenderà a sciogliersi e a formare dei grumi. Il preparato verrà portato ad ebollizione e lasciato cuocere a fuoco medio e costante per circa un'ora, dopodiché verrà scolato e si aggiungerà nuova acqua, facendo cuocere nuovamente per un tempo variabile (solitamente due o tre ore) finché non si otterrà la morbidezza della carne desiderata. Terminata tale operazione si aggiungerà l'acqua di cottura finale insieme agli odori (precedentemente tritati e soffritti a parte), agli eventuali pomodori maturi a pezzetti (per il sugo) ed al sale, cuocendo a fuoco lento per un'ulteriore ora e mezza circa. Il piatto andrà servito caldo.
Tradizione vuole che il piatto venga consumato con i commensali riuniti intorno al fuoco, bagnando il pane (meglio se del giorno prima) nella pentola usata per la cottura, tuttavia tale tradizione è spesso difficilmente praticabile nelle numerose sagre dedicate.
Numerosi eventi dedicati a tale pietanza si svolgono annualmente soprattutto durante periodo estivo. Tra di essi si annovera una sagra ricorrente dal 1969 che si tiene a Macchia da Sole di Valle Castellana, all'interno del Parco nazionale del Gran Sasso e Monti della Laga in provincia di Teramo, la sagra che si tiene annualmente il 14 agosto a Rocca Pia, in provincia dell'Aquila, e quella che si tiene nello stesso periodo nel paese di Antrosano nella Marsica.